# Koshin
Koshin（コシン、1983年7月22日 - ）は、中華人民共和国上海市出身の音楽プロデューサー、作曲家、編曲家。本名は胡臻（読み同じ）。

## 経歴
中国上海生まれ。子供の頃中国で放送していた日本のアニメ、ドラゴンボール、スラムダンク等の影響によってJ-POPを好きになる。高校時代X-JAPANの影響でバンドを始め、日本のミュージシャンのカバーバンドを結成し活動していた。大学卒業後、2007年来日。2008年 avex WORLD AUDITION 2008でアーティスト部門のグランプリを受賞。日本の芸能界と関わるきっかけとなった。
2018年上海で作家事務所「音泰文化」を設立。現在日中韓のアーティストを中心に楽曲提供やプロデュースなどに活躍の場を広げる。

## エピソード
日本において最初に楽曲提供したDo As Infinityは、自身音楽を始めた当初に多大な影響を受けたバンドであり、自分の書いた曲が収録されたCDが届いた時は嬉しくて手が震えたという。

## 主な作品
- アイドル×戦士 ミラクルちゅーんず!「まわれ☆まわれ」作詞作曲編曲
- Do As Infinity「パイルドライバー」作曲
- CROSS GENE
  - 「FUTURE」作曲、編曲
  - 「Love&Peace」作曲、編曲
- Le Lien「be my boyfriend」作曲
- 郷ひろみ「IRREGULAR」作曲
- 中森明菜
  - 「LaVida」作曲
  - 「メリークリスマス〜雪の雫」作曲、編曲
  - 「残酷な天使のテーゼ」編曲
- 遊助 「チャンピオン」作曲、編曲
- 堂本光一「Boogie Night」作曲、編曲
- 中川翔子「Heavy Girl」作曲、編曲
- 山崎育三郎「turning point」「宿命」「ヒカリ」作曲
- Roys 「Can’t you say」 編曲
- B1A4 「キミ色」作曲、編曲
- ユナクfrom超新星「Everyday Everynight」作曲、編曲
- 池昌旭 「幸福的定律」作曲、編曲
- 安心亞 ft.羅志祥 「靚仔」作曲、編曲
- TFBOYS 「未來的進撃」「1，2，3 dream fanta」作曲、編曲
- BEJ48「銀河派対」「青春肩并肩」「Hello!Mr.未来」作曲、編曲
- 易安音楽社「Summer Time」作曲、編曲
- 張磊「別来無恙」作曲
- 宋茜、王源、王祖藍「王牌対王牌」作曲
- 愷楽「今天愛了没」作曲
- SNH48黄婷婷「黑暗女神」編曲
- 金禾「誤会」編曲
- 蒂菲児「少女，玫瑰，戦士」作曲、編曲
- 鞠婧禕「嘆雲兮」（芸汐伝エンディング）「孤独与詩」「恋愛告急」作曲、編曲
- ASTRO「花咲ケミライ」編曲
- 鈴木愛理「BYE BYE」作曲、編曲
- 7SENSES「who is your girl」作曲、編曲
- @onefive「OZGi」作曲、編曲[1]
- @onefive「らいあーらいあー」作曲[2]
- @onefive「アルプス・バイブス」作曲